# Nueva Canarias-Bloque Canarista
Nueva Canarias-Bloque Canarista (NC-BC) es un partido político español de carácter nacionalista canario. Denominado originalmente Nueva Canarias (NCa) hasta 2022, ese año el partido se refundó con su nombre actual tras haber sido excluido en el Registro de Partidos por problemas administrativos.

## Historia
Fue fundado en la isla de Gran Canaria por Román Rodríguez, expresidente del Gobierno de Canarias, tras la escisión de miembros de la antigua Iniciativa Canaria Nacionalista (ICAN) de Coalición Canaria. Tras la creación de Nueva Canarias (que contaba con un diputado, Román Rodríguez, y con un senador, José Mendoza, de designación autonómica), esta amenazó con romper los grupos en el Congreso y el Senado con Coalición Canaria si no se llegaba a un acuerdo sobre la división de funciones en las labores parlamentarias. Como resultado se creó el nuevo grupo político Coalición Canaria-Nueva Canarias, compartiendo la portavocía, los turnos de palabra y los trabajos en comisión. Finalmente, en junio de 2007 Román Rodríguez pasó al Grupo Mixto provocando la desaparición de este grupo parlamentario propio. Los senadores de designación autonómica propuestos en 2007 no incluían a ningún senador de Nueva Canarias.
De cara a los comicios de mayo de 2007 en la isla de La Palma, Nueva Canarias llegó a un acuerdo con el partido Iniciativa por La Palma (INPA), para presentarse conjuntamente en dicha isla y con el Partido Nacionalista de Lanzarote (PNL) en Lanzarote.
En las elecciones del 27 de mayo de 2007 Nueva Canarias se convirtió en la cuarta fuerza más votada de Canarias. En las elecciones a los cabildos insulares obtuvieron 6 consejeros (cuatro en el de Gran Canaria y dos en el de Lanzarote, en coalición con el PNL). Sin embargo, en las elecciones autonómicas, junto al PNL e INPA, aun siendo también la cuarta fuerza y obteniendo 51 130 votos (5,58 %), no consiguieron representación parlamentaria al no superar el 6 % exigido para obtener representación.
En Gran Canaria, Nueva Canarias formó parte del gobierno del Cabildo Insular de Gran Canaria, tras pactar esta formación y el PSOE-PSC después de las elecciones, aportando los nacionalistas 5 consejeros, uno no electo, de un total de 17.
En las elecciones generales de 2008, presentó candidaturas únicamente en la provincia de Las Palmas junto a Centro Canario Nacionalista (CCN) como Nueva Canarias-Centro Canario, conservando su cuarto puesto en el total de Canarias. NC-CCN obtuvo 37 968 votos (3,89 % en el total de las islas), que no se tradujeron en ningún escaño. En la provincia de Las Palmas obtuvieron el tercer puesto, superando a Coalición Canaria (7,57 % frente a 5,94 %), si bien el escaño que había obtenido CC en las anteriores elecciones pasó al PSOE.
En abril de 2009 la formación nacionalista celebra su II Congreso Nacional, bajo el lema 'Respuestas: Nuevas ideas, Nuevos tiempos', con el objetivo de articular propuestas para afrontar los actuales problemas de Canarias, revalorizando el papel de la política al servicio de los ciudadanos.
En las Elecciones europeas 2009 estudiaron la posibilidad de presentarse con la coalición Europa de los Pueblos - Verdes (Edp-V), pero finalmente no concurrieron.
Diez meses antes de las elecciones autonómicas y municipales de 2011, se constituye Nueva Gomera, en su mayoría conformados por antiguos militantes y simpatizantes de CC de la isla de La Gomera.
En febrero de 2011 la formación política Opción por Lanzarote, conformada por escindidos del PSOE, se integra en PNL-NC. Entre sus miembros más destacados está Damián Peña, que optó a la presidencia insular del PSOE en el último Congreso del partido. En este mismo mes Partido Nacionalista de Lanzarote (PNL-NC) y el Partido de Independientes de Lanzarote (PIL), sellan una alianza electoral para el Parlamento. y en La Palma Unión Progresista de Fuencaliente (UPF) junto con INPA y NC presentan una candidatura conjunta al Cabildo y Parlamento. En marzo, NC y Socialistas x Tenerife llegan a un acuerdo electoral para el Parlamento.
Asimismo, algunos partidos y asociaciones locales han estado asociadas a Nueva Canarias hasta el año 2025, cuando decidieron abandonar la coalición por diferencias con la dirección, como lo fueron Roque Aguayro en Agüimes, Compromiso por Firgas (Comfir) en Firgas, el Bloque Nacionalista Rural (BNR) en Gáldar o Asociación de Barrios (ASBA) en Valsequillo. En la actualidad, Alternativa por San Mateo (AxSM) en la Vega de San Mateo, Alternativa Ciudadana por Agaete (ACxA) en Agaete, entre otras formaciones locales, siguen formando parte, total o parcialmente, de Nueva Canarias.
De cara a las elecciones generales de 2011 se anunció que concurriría en coalición con Coalición Canaria, encabezando CC la lista por la Santa Cruz y NC por Las Palmas, obteniendo finalmente un diputado por Las Palmas de Gran Canaria en la persona de Pedro Quevedo.
En 2014 NC y XTF (Por Tenerife) firman un acuerdo para ocupar el espacio de la izquierda social.
En la actualidad, Nueva Canarias cuenta con organización insular en Gran Canaria. En Lanzarote lo es Alejandro Díaz y en la isla de La Palma Maeve Sanjuan. En La Gomera Nueva Canarias también cuenta con organización.
En las elecciones locales del 24 de mayo de 2015, el candidato de NC al Cabildo de Gran Canaria, Antonio Morales Méndez, obtiene la presidencia de la institución insular, al ser el partido más votado, no obstante, no obtiene la mayoría absoluta y se conforma un tripartito junto al PSOE y Podemos.
En las elecciones generales de 2016, Nueva Canarias, se presentó en coalición con el PSOE.
En verano de 2017 logran la alcaldía de Icod de los Vinos, pero dentro de una coalición llamada Somos Icodenses, logrando así la primera alcaldía de todo Tenerife.
En las Elecciones al Parlamento Europeo de 2019 se presentó dentro de la candidatura Compromiso por Europa en coalición con Compromís, En Marea, Més per Mallorca, Chunta Aragonesista, Partido Castellano-Tierra Comunera, Coalición Caballas, Coalición por Melilla, Iniciativa del Pueblo Andaluz, Izquierda Andalucista, Verdes de Europa.
Para las elecciones de noviembre de 2019, Nueva Canarias se presentó con Coalición Canaria como ya lo hizo en las elecciones de 2011, esta coalición ha suscitado muchas críticas por parte de algunos miembros destacados de la formación como Antonio Morales Méndez (Presidente del Cabildo Insular de Gran Canaria). Anterior a esta coalición, la formación Más País les propuso una lista conjunta, la cual fue rechazada.

### Crisis de Nueva Canarias de 2025
A finales del año 2024, y a lo largo del año 2025, Nueva Canarias se ha visto inmersa en una crisis política. El conflicto se produce entre el sector oficialista, representado por figuras como Román Rodríguez, Pedro Quevedo y Carmelo Ramírez, y el sector renovador, que lo lideran Teodoro Sosa y Óscar Hernández. Este sector acusa a la dirección del partido de aferrarse al poder y no representar los valores fundacionales del partido. 
Asimismo, las mociones de censura dadas en ayuntamientos como Santa María de Guía, en la que Pedro Rodríguez perdió la alcaldía por un pacto entre varias formaciones, han sido objeto de críticas por parte del sector renovador, que acusan al oficialismo de utilizar estas mociones para eliminar a los críticos internos que abogan por la renovación del liderazgo.
Por todo ello, diversas agrupaciones políticas locales en Gran Canaria, que integraban Nueva Canarias, tras meses de acusaciones cruzadas y tensiones internas, han decidido abandonar progresivamente el partido. Este es el caso de Valsequillo, Agüimes, Gáldar, San Bartolomé de Tirajana o Santa Lucía de Tirajana, donde 5 de los 9 ediles que ostenta NC han abandonado el partido. En el caso de la mayoría de ellos, se trataba de importantes feudos del partido nacionalista en Gran Canaria. Sin embargo, Teodoro Sosa, que además de alcalde de Gáldar, es vicepresidente del Cabildo insular, sigue manteniendo ambos cargos pese a no encontrarse ya dentro de Nueva Canarias. Asimismo, los ediles que han abandonado NC han asegurado que se mantendrá la estabilidad en los consistorios en los que gobiernan, especialmente en aquellos donde no cuentan con mayoría absoluta, como es el caso de Santa Lucía.
La respuesta de la dirección de Nueva Canarias ha consistido en tachar a los críticos que han abandonado el partido como "tránsfugas".
De cara a las elecciones municipales del año 2027, el sector renovador ha anunciado que están en proceso de formar una nueva plataforma política municipalista, a la que han apoyado otros líderes municipales de Gran Canaria como Onalia Bueno, la polémica alcaldesa y exconcejal del Partido Popular en el municipio de Mogán.

## Alcaldías

### Alcaldías tras laselecciones municipales de 2023
| Municipio               | Votos | %     | Concejales | Posición | Alcalde      | Tipo de gobierno/ Nota                                                             |
| ----------------------- | ----- | ----- | ---------- | -------- | ------------ | ---------------------------------------------------------------------------------- |
| La Aldea de San Nicolás | 1371  | 30,02 | 1/13       | 2.º      | Pedro Suárez | Alcaldía rotatoria en la segunda mitad de la legislatura con el PP de Gran Canaria |

Se excluyen de la lista todas aquellas alcaldías que ostentaban antes de la crisis por la que han ido dándose de baja del partido distintos miembros y agrupaciones locales que sí se encontraban dentro de NC cuando se celebraron las elecciones. Además, la reciente salida del grupo de Nueva Canarias de 3 de los 4 ediles de La Aldea deja al actual alcalde en minoría. 

## Resultados electorales

### Elecciones alParlamento de Canarias
| Circunscripciones | 2023         | 2023       | 2023    | 2019         | 2019       | 2019    | 2015                                                              | 2015                                                              | 2015                                                              | 2011                                                              | 2011                                                              | 2011                                                              |
| Circunscripciones | N.º de votos | % de votos | Escaños | N.º de votos | % de votos | Escaños | N.º de votos                                                      | % de votos                                                        | Escaños                                                           | N.º de votos                                                      | % de votos                                                        | Escaños                                                           |
| ----------------- | ------------ | ---------- | ------- | ------------ | ---------- | ------- | ----------------------------------------------------------------- | ----------------------------------------------------------------- | ----------------------------------------------------------------- | ----------------------------------------------------------------- | ----------------------------------------------------------------- | ----------------------------------------------------------------- |
| Archipiélago      | 63 251       | 7,17 %     | 0/9     | 82 478       | 9,26 %     | 1/9     | *La circunscripción única se introduce en las elecciones de 2019. | *La circunscripción única se introduce en las elecciones de 2019. | *La circunscripción única se introduce en las elecciones de 2019. | *La circunscripción única se introduce en las elecciones de 2019. | *La circunscripción única se introduce en las elecciones de 2019. | *La circunscripción única se introduce en las elecciones de 2019. |
| Lanzarote         | 4083         | 8,63 %     | 1/8     | 2560         | 5,26 %     | 0/8     | 3692                                                              | 8,25 %                                                            | 1/8                                                               | 5840                                                              | 13,63 %                                                           | 1/8                                                               |
| Fuerteventura     | 3881         | 11,05 %    | 1/8     | 4045         | 11,21 %    | 1/8     | 2348                                                              | 6,75 %                                                            | 0/7                                                               | 2915                                                              | 8,64 %                                                            | 0/7                                                               |
| Gran Canaria      | 52 235       | 14,57 %    | 3/15    | 63 751       | 17,49 %    | 3/15    | 71 633                                                            | 18,43 %                                                           | 4/15                                                              | 53 893                                                            | 14,27 %                                                           | 2/15                                                              |
| Tenerife          | 9513         | 2,50 %     | 0/15    | 7853         | 2.05 %     | 0/15    | 13 189                                                            | 3,45 %                                                            | 0/15                                                              | 18 205                                                            | 4,68 %                                                            | 0/15                                                              |
| La Gomera         | -            | -          | 0/4     | 473          | 4,09 %     | 0/4     | 743                                                               | 6,25 %                                                            | 0/4                                                               | 500                                                               | 4,22 %                                                            | 0/4                                                               |
| El Hierro         | -            | -          | 0/3     | 323          | 5,19 %     | 0/3     | 392                                                               | 6,52 %                                                            | 0/3                                                               | *No se presenta en esta circunscripción.                          | *No se presenta en esta circunscripción.                          | *No se presenta en esta circunscripción.                          |
| La Palma          | 1309         | 3,07 %     | 0/8     | 1587         | 3,72 %     | 0/8     | 1155                                                              | 2,79 %                                                            | 0/8                                                               | 795                                                               | 1,78 %                                                            | 0/8                                                               |

| Comicios | Cabeza de lista | N.º de votos    | N.º de votos         | % de votos      | % de votos           | Escaños obtenidos en total | +/–         | Gobierno                           | Notas |
| Comicios | Cabeza de lista | circ. insulares | circ. archipielágica | circ. insulares | circ. archipielágica | Escaños obtenidos en total | +/–         | Gobierno                           | Notas |
| -------- | --------------- | --------------- | -------------------- | --------------- | -------------------- | -------------------------- | ----------- | ---------------------------------- | --- |
| 2007     | Román Rodríguez | 51 130 (#4)     | 51 130 (#4)          | 5,58 %          | 5,58 %               | 0/60                       |             | Extraparlamentario                 | Incluye a Iniciativa por La Palma, Partido Nacionalista de Lanzarote, Nueva Gran Canaria y Nueva Fuerteventura. |
| 2011     | Román Rodríguez | 82 318 (#4)     | 82 318 (#4)          | 9,08 %          | 9,08 %               | 3/60                       | 3           | Oposición                          | Incluye a Iniciativa por La Palma, Partido Nacionalista de Lanzarote, Nueva Gran Canaria, Nueva Gomera, Nueva Fuerteventura, Unión Progresista de Fuencaliente, Partido de Independientes de Lanzarote, Opción por Lanzarote, Socialistas x Tenerife, Los Verdes de Canarias (sólo en Tenerife), Socialistas x La Gomera, Roque Aguayro, Compromiso por Firgas, Bloque Nacionalista Rural, Asociación de Barrios y Alternativa por San Mateo. |
| 2015     | Román Rodríguez | 93 152 (#5)     | 93 152 (#5)          | 10,24 %         | 10,24 %              | 5/60                       | 2           | Oposición                          | |
| 2019     | Román Rodríguez | 80 592 (#4)     | 82 478 (#4)          | 9,03 %          | 9,26 %               | 5/70                       | Sin cambios | Coalición con PSOE, Podemos y ASG. | |
| 2023     | Román Rodríguez | 72 372 (#4)     | 65 028 (#5)          | 7,93 %          | 7,13 %               | 5/70                       | Sin cambios | Oposición                          | |

### Elecciones Generales
| Congreso de los Diputados | Congreso de los Diputados                  | Congreso de los Diputados | Congreso de los Diputados | Congreso de los Diputados | Congreso de los Diputados | Congreso de los Diputados | Congreso de los Diputados                                                                                |
| Comicios                  | Candidatura                                | Cabeza de lista           | # de votos                | % de votos                | Escaños obtenidos         | +/–                       | Notas |
| ------------------------- | ------------------------------------------ | ------------------------- | ------------------------- | ------------------------- | ------------------------- | ------------------------- | --- |
| 2008                      | Nueva Canarias-Centro Canario Nacionalista | Marino Alduán             | 37 968 (#4)               | 3,81 %                    | 0/15                      |                           | Incluye a Centro Canario Nacionalista, Nueva Fuerteventura y Partido Nacionalista de Lanzarote.          |
| 2011                      | Coalición Canaria-Nueva Canarias           | Pedro Quevedo             | 143 550 (#3)              | 15,46 %                   | 1/15                      | 1                         | Los resultados totales de la coalición fueron 2 diputados de los cuales 1 correspondía a Nueva Canarias. |
| 2015                      | PSOE-Nueva Canarias                        | Pedro Quevedo             | 218 413 (#3)              | 21,97 %                   | 1/15                      | Sin cambios               | Resultados totales de la coalición incluyendo a PSOE.                                                    |
| 2016                      | PSOE-Nueva Canarias                        | Pedro Quevedo             | 220 152 (#2)              | 22,54 %                   | 1/15                      | Sin cambios               | Resultados totales de la coalición incluyendo a PSOE.                                                    |
| 2019 (I)                  | Nueva Canarias                             | Pedro Quevedo             | 36 193 (#7)               | 6,65 %                    | 0/15                      | 1                         | |
| 2019 (II)                 | Coalición Canaria-Nueva Canarias           | Pedro Quevedo             | 123 981 (#4)              | 13,12 %                   | 1/15                      | 1                         | Los resultados totales de la coalición fueron 2 diputados de los cuales 1 correspondía a Nueva Canarias. |
| 2023                      | Nueva Canarias-Bloque Canarista            | Pedro Quevedo             | 45 595 (#6)               | 4,45 %                    | 0/15                      | 1                         | |